# تشارلي بروستر
تشارلي بروستر (بالإنجليزية: Charlie Brewster)‏ هو لاعب كرة قاعدة أمريكي، ولد في 27 ديسمبر 1916 في Marthaville, Louisiana ‏ في الولايات المتحدة، وتوفي في 1 أكتوبر 2000 في ألما في الولايات المتحدة.

## وصلات خارجية
- تشارلي بروستر على موقع دوري كرة القاعدة الرئيسي (الإنجليزية)
- تشارلي بروستر على موقعبيزبول رفرنس.كوم (الدوري الرئيسي) (الإنجليزية)
- تشارلي بروستر على موقعبيزبول رفرنس.كوم (الدوري الثانوي) (الإنجليزية)